# Las Cogotas

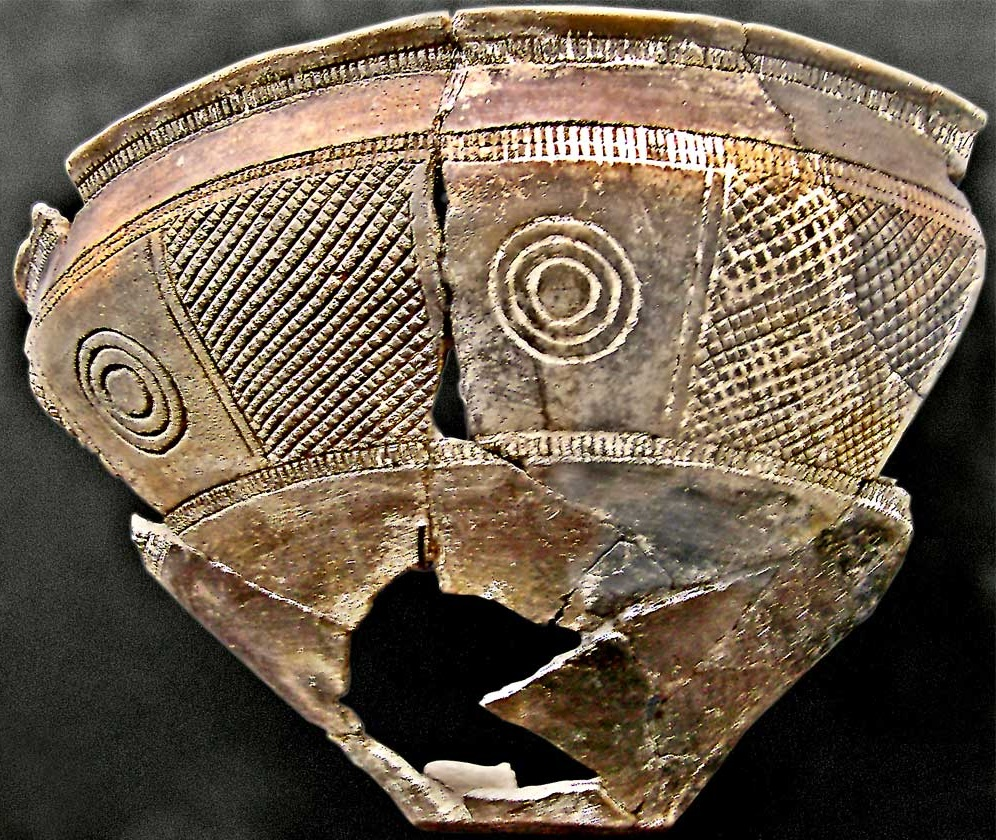
Vasija de la Cueva de Boquique en Plasencia, representativa de cerámica de Cogotas, con decoración rellena de pasta blanca procedente de la inhumación de San Román de Hornija, provincia de Valladolid (Bronce final, Cultura de Cogotas-I, 1100-800 a. C.).

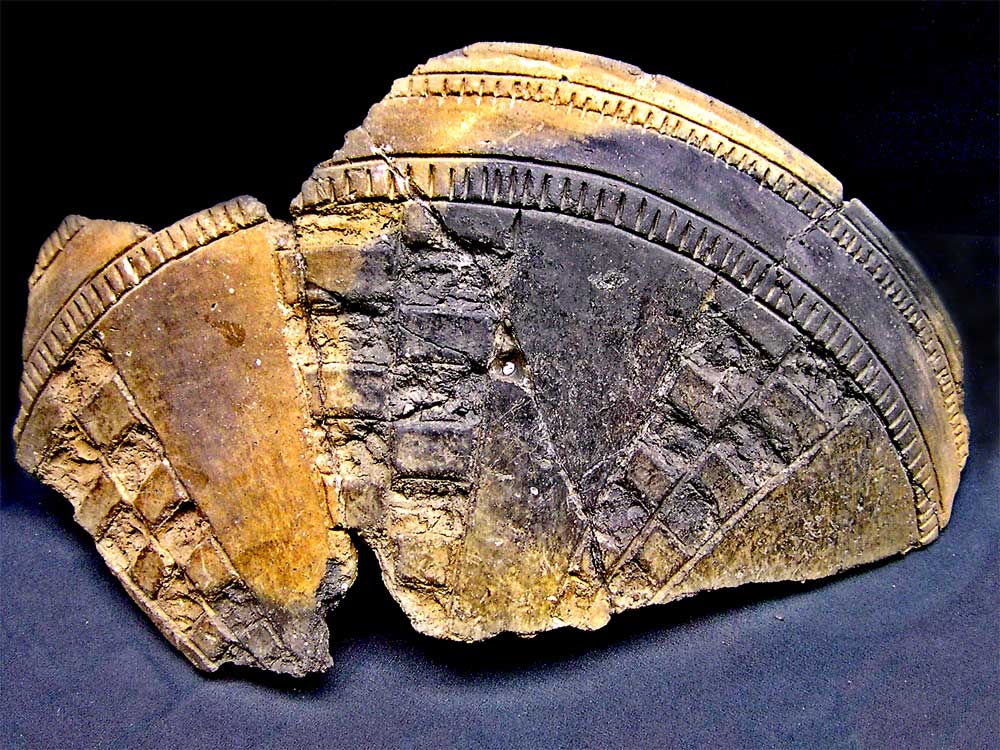
Cerámica excisa,
Bronce final, Cogotas-I

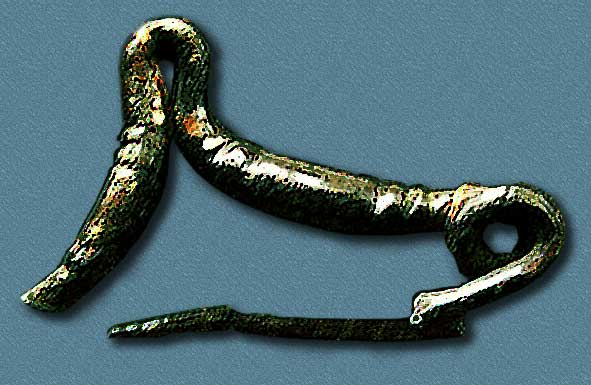
Fíbula de codo,
Bronce final, Cogotas-I

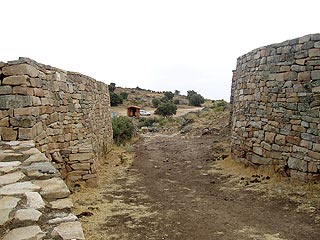
Castro de las Cogotas. Reconstrucción de la puerta principal. Cogotas II

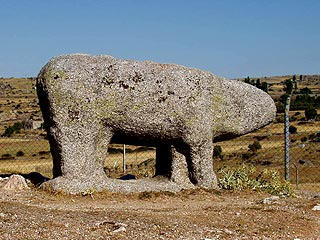
Verraco de granito en el cercano municipio de Mingorría. Cogotas II

Las Cogotas es el nombre que recibe un yacimiento arqueológico situado en el término municipal de Cardeñosa en la provincia de Ávila (España). Situado en un cerro y fortificado, deparó una secuencia estratigráfica que fue dividida en dos grandes periodos con un hiato entre ambos, uno propio del Bronce Final (Cogotas I) y otro del comienzo de la segunda Edad del Hierro (Cogotas II). La investigación de Las Cogotas permitió conocer mejor los modos de vida peninsulares previos a la invasión romana.
Fue excavado por Juan Cabré en los años 1920 y es la principal referencia de los vetones, un pueblo de cultura celta que habitó una extensa zona que abarcaba las actuales provincias de Ávila y Salamanca y parte de Toledo, Zamora, Cáceres y los Trás-os-Montes de Portugal durante la Edad del Hierro.

## Cogotas I
Se distinguen las siguientes fases en su formación y desarrollo:
- Fase 1: Proto-Cogotas I (2000 – 1700 a. C.). Incursión por el Alto Ebro.

Llamativamente, los primeros elementos del "complejo" Cogotas I no hacen su primera aparición en la que se considera su cuna de origen (Meseta Norte), sino en las proximidades del alto Ebro (El Portalón de Atapuerca 2034 a. C.) y poco tiempo después se hallan en el Ebro medio, llegando en poco más de un siglo hasta el bajo valle del Duero. Esto se debe a que las nuevas formas cerámicas en el repertorio de la alfarería, entonces tradicional de esas áreas geográficas, son consecuencia de una primera llegada de "elementos" europeos en busca de territorios en los que asentarse que, lógicamente, hacen su primera aparición a través de los pasos pirenaicos.
- Fase 2: Cogotas I inicial (1700 - 1550 a. C.). Asentamiento en la Meseta Norte.

En esta fase los mayores y mejores yacimientos adscritos a ese horizonte se localizan ahora en los valles del Duero, Tajo y alto Ebro (Los Tolmos, Arevalillo, La Plaza, El Cogote, La Corvera, La Venta). Se caracteriza por: 1) cerámica incisa con decoración impresa de espigas, zig-zag y guirnaldas de semicírculos de boquique, y 2) por su extensión por los valles del Duero (Los Tolmos, Arevalillo, La Plaza, Castelho Velho), Tajo (Perales del Río). Es esta distribución la que parece confirmar su origen en la Meseta Norte y su posterior expansión hacia las regiones periféricas.
- Fase 3: Cogotas I medio (1550 - 1350 a. C.). Expansión por la Meseta y valles del Sur.

Se produce un enriquecimiento del repertorio decorativo con aparición de cerámica excisa, nuevo modelo decorativo que responde a una segunda llegada de elementos europeos incorporados al complejo cultural. Es esta la causa de que, de nuevo, la cerámica excisa aparezca en el valle del Ebro antes que en La Meseta (1550 a. C. en Moncín, 1466 a. C. en Los Tolmos). En esta fase se produce también la aparición de las cerámicas tipo Cogotas-I fuera de la Submeseta Norte y por tanto de su área de origen, con presencia a partir del 1550 a. C. en el sudeste (Gatas en Almería, Cuesta del Negro en Granada) y del 1350 a. C. en el valle medio del Guadalquivir (Llanete de los Moros).
- Fase 4: Cogotas I final (1350 – 1000 a. C.). Extinción y transición al Hierro.

La fase final se caracteriza por la decoración basada en la incrustación de pasta roja y amarilla en las decoraciones incisas-impresas, que puede considerarse característica del estilo final de Cogotas I, que ya solo pervive en su área de origen (valles del Duero, Tajo y alto Ebro).

## Cogotas II
Es un yacimiento de la Segunda Edad del Hierro de la provincia de Ávila. Está ubicado en la zona norte del Valle de Amblés. 
El Valle Amblés es una fosa tectónica en el sistema Central, recorrida por el río Adaja, vía natural de comunicaciones, localizada en la provincia de Ávila. Tiene forma de triángulo y fondo plano por donde fluye el río con apenas desnivel, entre las laderas septentrionales de La Serrota y la sierra de la Paramera, que quedan al sur del valle, con altitudes medias que oscilan entre 1600 y 2200 m, la vertiente meridional de la sierra de Ávila y Villanueva que quedan al norte del valle, con una altitud media de 1600 m, para concluir, las estribaciones de la Serrota y la sierra de Villanueva cierran el occidente, y la sierra de Ojos-Albos en el extremo oriental. 
Sobre los granitos y pizarras predominan suelos silíceos ácidos, muy erosionables, de profundidad variable, con escasa capacidad de retención de humedad y con afloramientos rocosos. Suelos de vocación ganadera, poco aptos para la agricultura. En la vega, el río, gracias a los suelos aluviales ricos en minerales, aumenta las posibilidades de aprovechamiento agrícola. En los sectores más húmedos, encinas, fresnos y pinos piñoneros y resineros. En cuanto a la fauna local, hoy sólo pervive la fauna autóctona en lugares muy concretos protegidos, animales como lobos, jabalíes, cigüeñas, garzas, buitres y águilas.
El poblamiento más destacado en el valle es de la Segunda Edad de Hierro y se caracteriza por poblados fortificados, u Oppida, en las estribaciones de las sierras del valle. Los más importantes son: Ulaca, con más de 70 ha, siendo el más grande de ellos, el Castro de la Mesa de Miranda con 30 ha y Las Cogotas con 14,5 ha. 
Hay indicios de que bajo la ciudad actual de Ávila se encuentre Obila, mencionada por Ptolomeo (2,5,7), aunque los materiales hallados hasta el momento no lleven su cronología más allá del siglo I a. C. Se observa una ocupación importante en el valle desde el Bronce Final. Por otro lado, en las zonas llanas próximas a la vega aparecen hábitats no amurallados de menor entidad, como Muñogalindo, Padiernos o Ermita de Sonsoles, los cuales son considerados por sus investigadores como ”hábitats menores”. Los hallazgos son escasos y con materiales de superficie, por lo que no se puede afirmar que sean lugares de hábitat en todas las ocasiones. Los estudios del territorio de explotación de estos lugares revelan una tendencia agrícola entre el 60-80 % en un radio de 2 km, ya que los suelos que ocupan son aluviales, o están cerca de las dehesas, mientras que los castros revelan tendencias ganaderas.
Dentro del patrón de poblamiento se deben incluir las esculturas de toros y cerdos, conocidos como verracos. Se han interpretado de muchas maneras, dándoles un valor mágico de protección del ganado, para potenciar la reproducción, o atribuyéndoles la función de ser monumentos funerarios, ya que existen piezas con inscripciones de este tipo. Sin embargo, las últimas revisiones proponen una explicación distinta y complementaria, es decir, no descartan su valor simbólico. Gran parte de las esculturas carece de contexto arqueológico claro, se localizan a varios kilómetros de los poblados y la mayoría, en zonas de buenos pastizales. El alto coste de producción de los mismos puede tener mucho más sentido si con los zoomorfos se estableciesen hitos o referencias fijas en el paisaje de los recursos críticos, como lo son los pastos invernales.

### Cronología
En cuanto a la cronología de las murallas, no es segura para el primer recinto, mientras que sí se tiene material fechable asociado al segundo recinto. Los sondeos realizados junto a la muralla en este recinto han proporcionado cerámica a torno, fíbulas de caballito y otras tardías con esquema de La Tene que permiten pensar en una cronología de III-II a. C., se puede precisar aún más, ya que se observó que coincide con el nivel de fundación del alfar, documentado junto a ella, e incluso la existencia de un basurero debajo de la muralla, y por lo tanto anterior, lleva a proponer a sus investigadores una secuencia cronológica: para el momento de la primera ocupación del lugar, es decir, de la construcción del primer recinto, se daría hacia el siglo IV a. C. y un momento posterior para la construcción del segundo recinto y del alfar en los siglos III-II a. C.

### Castro
Se encuentra en el reborde meridional de la Meseta Norte, en el sector central de la provincia de Ávila, a seis kilómetros hacia el suroeste del pueblo de Cardeñosa, en el extremo de la estribación más oriental de la sierra de Ávila, junto al río Adaja. Su nivel máximo es de 1156 m sobre el nivel de mar, coincidiendo con uno de los berrocales de granito, que, como ya se ha referido antes, da nombre al yacimiento, elevándose unos 140 m sobre el río. Abarca una superficie intramuros de 14,5 ha y sus ejes máximos son unos 455 m por algo más de 310 m. Pertenece a la Segunda Edad de Hierro, aunque algunas cerámicas pertenecientes a la acrópolis se adscriben a una ocupación previa del Bronce Final, pero no de gran importancia.
Responde a los tipos de emplazamiento en cerro o acrópolis y en meandro. Caracterizado por la proximidad a cauces fluviales, el río Adaja, la facilidad de defensa natural, por su orografía escarpada y la accesibilidad está determinada por la pendiente. Las Cogotas se organiza en torno a dos recintos amurallados con tres entradas cada uno, siendo la principal del recinto superior la más complicada de todas ellas. Se trata de murallas potentes con engrosamientos a modo de bastiones, con campos de piedras hincadas delante de las entradas, como ocurre en otros castros de la región para estos momentos. En el recinto superior se conocen algunas casas adosadas a la parte interior de la muralla. La técnica constructiva empleada combina el adobe con la piedra sobre un eje rectangular en planta.

#### Estructuras defensivas
Murallas
Las Cogotas consta de dos recintos amurallados, uno, el superior o primer recinto, que comprendía toda la cima de la colina y corresponde con la acrópolis, y otro, el inferior o segundo recinto, que se desarrolla hacia el sur y oeste descendiendo por la ladera en la planicie hasta el arroyo de Rominillas, cerrando una superficie de 14,5 ha, el cual fue interpretado como “encerradero de ganados” por Juan Cabré. Las recientes excavaciones han demostrado la existencia de viviendas, áreas industriales, incluso se llega a proponer la hipótesis de que en él se realizasen ferias de ganado. En el recinto superior se incluyeron los berrocales y zonas de fuerte pendiente dentro del recinto amurallado para no cruzar los lienzos violentamente. La estructura de las murallas es de losetas, cantos y rocas de granito, con aparejo de mampostería en seco, colocadas en hiladas irregulares calzadas con infinidad de cuñas. La técnica constructiva es de un sistema de doble muro adosado al exterior y hacia el interior, otro de similares características, entre ambos paramentos hay un relleno de cantos y losetas, aunque no se sabe de la existencia de algún otro paramento interior por no tener ningún corte de la misma, con cimentación de adobes. El espesor varía de 2,5 a 11 m aproximadamente. Tiene un trazado ondulado, con bastiones de gran tamaño, los cuales parecen responder a un sistema defensivo que aprovecha los tiros cruzados, y al mismo tiempo sirven de refuerzo arquitectónico. En las zonas más importantes hay un camino de ronda sobre la muralla, que comienza en la entrada principal y quizá recorriera todo el perímetro de la acrópolis. Entre el recinto superior y el inferior debió existir un pequeño espacio amurallado y aterrazado que actualmente no se conserva y se observa con grandes dificultades, pero que Cabré identificó. Al no poder reconocerse actualmente, en parte por lo abrupto e inaccesible del terreno, no se sabe muy bien cuál pudo ser su funcionalidad. Por su posición junto a la entrada principal y con buena visibilidad desde la misma, pudo tratarse de un encerradero colectivo de ganado desde el que poder controlar las reses con facilidad. Su sistema constructivo de lienzos de muralla con bastiones, que corta de manera arbitraria las curvas de nivel, tiene diferentes alturas según las zonas, su trazado no sigue las líneas de vaguada, divisorias o límites naturales. Los canchales no se aprovechan para formar parte del sistema defensivo, simplemente se rodean o se usan de base del lienzo, y la muralla no se interrumpe en los barrancos, responde al grado de adaptación del sistema defensivo que algunos autores como González-Tablas definen como “Autónomo”. Aunque otros autores consideran que la muralla sí se acomoda a las curvas de nivel. Es muy probable que el remate de la muralla, y especialmente sobre las entradas, estuviera realizado con un entramado de ramas y palos de madera, tal y como debería entenderse el incendio de la muralla de Pallantia en el 74 a. C. tras el asedio de la ciudad por Pompeyo, tal y como describe Apiano en sus "Guerras Civiles". Sin descartar que estuviera construido de adobes.
Entradas
El recinto superior tuvo tres entradas, una en la pendiente este, ya demolida por completo, que comunicaba con el barrio de casas extramuros situadas en la ladera oriental. Otra al norte, las más alta de la acrópolis, protegida por dos cubos, y la tercera, también orientada al norte, la llamada principal, flanqueada por dos bastiones que se desarrolla en oblicuo. Se trata de la de mayor complejidad y elaborada en ligero esviaje, o embudo. El camino que conducía a ella estaba delimitado por una cerca de losetas de granito. Hacia la izquierda, antes de llegar a la muralla existen los restos de una estructura rectangular que Cabré llamó “cuerpo de vigilancia”. En el interior una rampa discurría sobre las casas 5 y 6 llevaba a la parte alta de fortificación. En el recinto inferior aparecieron tres entradas, siendo más sencillas y sin protección de bastiones. La más alta, orientada hacia el norte, a tan solo 10 metros de la principal del recinto superior. Otra en la terraza noreste y la tercera, la cual va a dar al río Adaja y opuesta a la anterior, de la que sólo se conservan restos de su empedrado con losas planas. Juan Cabré hace referencia a una cuarta entrada, pero sin embargo esta no aparece en el dibujo del plano del castro, por lo tanto, suponemos que debió tratarse de una entrada secundaria de poca importancia. Esta estaba en la ladera sur que va a dar a un barrio de casas extramuros en una hondonada. Entonces se conservaba el boquete de su destrucción, con un camino orientado al este que conducía al barrido de viviendas extramuros.
Campos de piedras hincadas

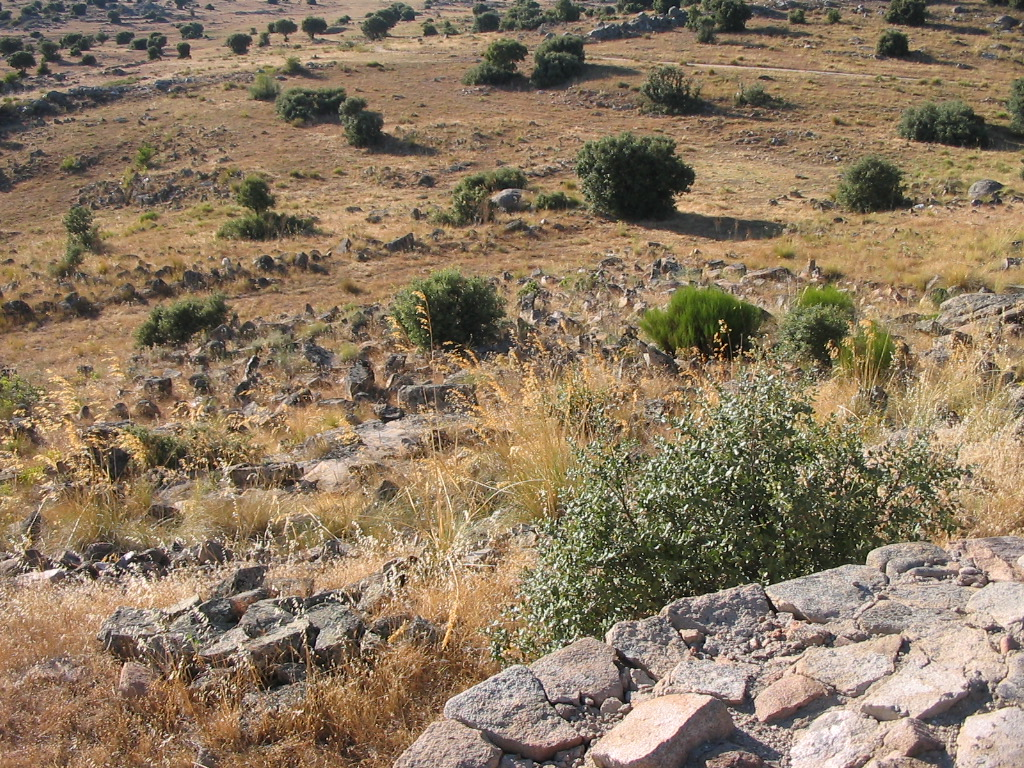
Campo de piedras hincadas visto desde la muralla.

Se trata de zonas sembradas de cantos picudos hincados en el suelo, que siguiendo la línea de la muralla septentrional, llegan hasta la misma base del muro, no dejando un espacio libre entre ellas. Se emplazan en dos lugares concretos, uno ante las dos rampas de la entrada alta de la acrópolis y otro en la hondonada delante de la entrada este del recinto inferior. Las piedras hincadas aparecen muy tupidas, a modo de barreras de tres metros de ancho. La finalidad de estas defensas sería la de entorpecer el ataque. Hay autores quienes piensan que serían para evitar los ataques de caballería, mientras que otros opinan que no tienen sentido si no es para entorpecer el acceso de personas a pie. Se emplazan en la zona de más fácil acceso.

#### Urbanismo interno
Calles: Su ocupación interna estuvo condicionada por el desnivel del terreno, sobre todo en la parte alta debido a los dos berrocales de granito, y en el sector sudeste de la segunda cima fue imposible construir debido a su fuerte pendiente. No existe un plan de manzanas y calles, se trata de agrupaciones irregulares de casas, ya sean adosadas a la muralla o buscando la protección de las rocas, estando sometidas a los accidentes del terreno. Entre ellas había espacios libres que, utilizados como calles o caminos, a veces se delimitaban con cercas de losas hincadas. En el segundo recinto se ha podido documentar un camino enlosado que atraviesa el recinto en relación con las estructuras industriales. 
Viviendas: Las viviendas asociadas a la muralla tienen planta rectangular y su perímetro está delimitado con bloques de granito, los cimientos son de adobes. Están colocadas sobre un aterrazamiento artificial de mampostería, aunque actualmente apenas se aprecian, quedando visible el aterrazamiento sobre el que se asentaban. Estas tenían 30 m de largo por 7 m de ancho, una superficie aproximada de 200 m². Cabré no situó en el plano todas las casas que excavó. Por las referencias de su memoria, se puede hablar de unas siete casas más repartidas por el interior del primer recinto. Los sondeos realizados entre 1989 y 1992 en el segundo recinto revelaron viviendas en la parte más suave de la ladera que se extiende entre la zona escarpada de la muralla del primer recinto y el camino que lo atraviesa, siendo viviendas de planta regular con muros de piedra y empleo del adobe para el recrecimiento de las paredes. Son de menor tamaño que las de la acrópolis y ofrecen ajuares más pobres. Fuera de la ciudad, situadas a extramuros, también se constataron viviendas, aunque no da su posición exacta y tampoco las dibuja en el plano. Se situaban a la salida de la puerta sur del segundo recinto y en la ladera sudeste, limitándose a comentar que tienen características semejantes a las del primer recinto y que sus ajuares eran más pobres. Las plantas de las viviendas son regulares, para su organización interna hay pocos datos, aunque como ya señaló Cabré, la abundancia de adobes en el interior pueda estar indicando la existencia de divisiones internas. Los suelos, en desnivel, eran irregulares, se cubrían con lajas de granito. En un rincón de la vivienda solía existir un pavimento de barro a modo de hogar. En cuanto al tejado, se han encontrado restos de barro cocido con improntas de postes cilíndricos de madera, lo que parece indicar que las techumbres se realizarían con postes de madera recubiertos de paja o barro, aunque no se sabe si eran a una o dos aguas.

#### Áreas industriales
Como ya se ha comentado anteriormente, estas estructuras se documentaron tras las campañas de finales del siglo XX. Se localizan a unos 100 m de la puerta Sur del segundo recinto, junto a la muralla, y son un alfar y un secadero de adobes.
El alfar incluye un complejo de dependencias y hornos de cerámica que ocupan más de 300 m², junto a la muralla del segundo recinto. Son hornos de tipo sencillo de una sola cámara. Esta estructura corresponde al mismo nivel de fundación que la muralla.
En el secadero de adobes anexo al taller existe una gran dependencia que debió de servir como almacén de productos acabados y como secadero de adobes; este ofrecía un conjunto de piezas confeccionadas a caja con dimensiones de 40 x 20 x 10 cm.
Se ha documentado, además, un camino enlosado que atraviesa el recinto, que podría utilizarse para la circulación de carros para la distribución de productos cerámicos.
En uno de los sondeos realizados en la muralla, en el sector norte de la misma, se localizó un gran basurero, con una estratigrafía de más de tres metros de potencia. El estrato de desechos se concentraba en el último tramo, buzando hasta el nivel de muralla. Gran cantidad de restos óseos de fauna, cerámicas a torno tipo celtibérico y escasos vestigios de adobes y material constructivo son, a grandes rasgos, los componentes del cenizal.

### Necrópolis
Esta necrópolis se descubrió en 1930, en lo que era ya la cuarta campaña de excavación en el Castro. Tras varios intentos fallidos en su localización, apareció en un terreno llamado Trasguija. Estos intentos se debieron, en definitiva, a las características de las pocas necrópolis que se habían encontrado anteriormente, ya que esta responde a caracteres muy diferentes. Volvió a ser explorada en 1931.

#### Características
Localizada a 240 m al norte del poblado, sobre una pequeña ladera orientada al este. Consta de cuatro zonas según Juan Cabré y de cinco más una según Guillermo Kurtz. Otros autores defienden cuatro zonas y un sector aislado, como Castro, Martín-Valls o Álvarez-Sanchís. Situadas en declive, alineadas de norte a sur y separadas entre sí por espacios estériles, es decir, sin tumbas. Es de incineración, no habiendo aparecido ninguna inhumación, con sepulturas individuales, agrupadas en torno a estelas de granito que sobresalen al exterior por su extremo superior. El número de sepulturas es de 1613, de las cuales se pueden estudiar 1447, el resto carecen de inventario y no fueron publicadas. Solo el 15,5 % de estas (224) tienen ajuar.
Las sepulturas constan de la urna cineraria depositada en un hoyo, en el cual se colocaron piedras pequeñas para calzarla y cuya urna aparece tapada con una laja plana recubierta a su vez por otras piedras de menor tamaño. También nos encontramos con urnas que han sido tapadas con otras vasijas dadas la vuelta (platos, cuencos). Sobre estas se echaba tierra vegetal. Cuando las urnas van acompañadas de ajuar, se dan diferentes situacionesː si es ajuar de guerrero, las armas y demás objetos están colocados en torno o encima sin un sistema concreto. Los enseres pequeños, como fíbulas, bolas, fusayolas o pequeños vasitos, suelen acompañar a las cenizas en el interior de las urnas.
Parece ser que su estratigrafía indicaba una secuencia cronológica en vertical, además de la horizontal característica de las necrópolis, pero Cabré interpretó las urnas colocadas a diferentes alturas como pertenecientes a una misma sepultura contemporánea. 
En relación con la necrópolis, en dirección noreste existen unos lanchales de granito situados entre el castro y la necrópolis, de superficie ancha y llana, sin tierra sobre ellos, sobre los cuales seguramente se realizasen las cremaciones funerarias. A su alrededor se encontraron multitud de huesos calcinados, escorias de bronce o hierro y fragmentos de cerámica. El metal proviene de los ajuares metálicos que acompañarían al cadáver.

### Exploración del yacimiento

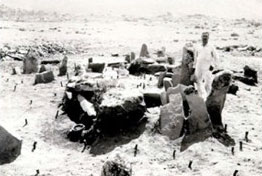
Excavación del sector II de la necrópolis en 1930.

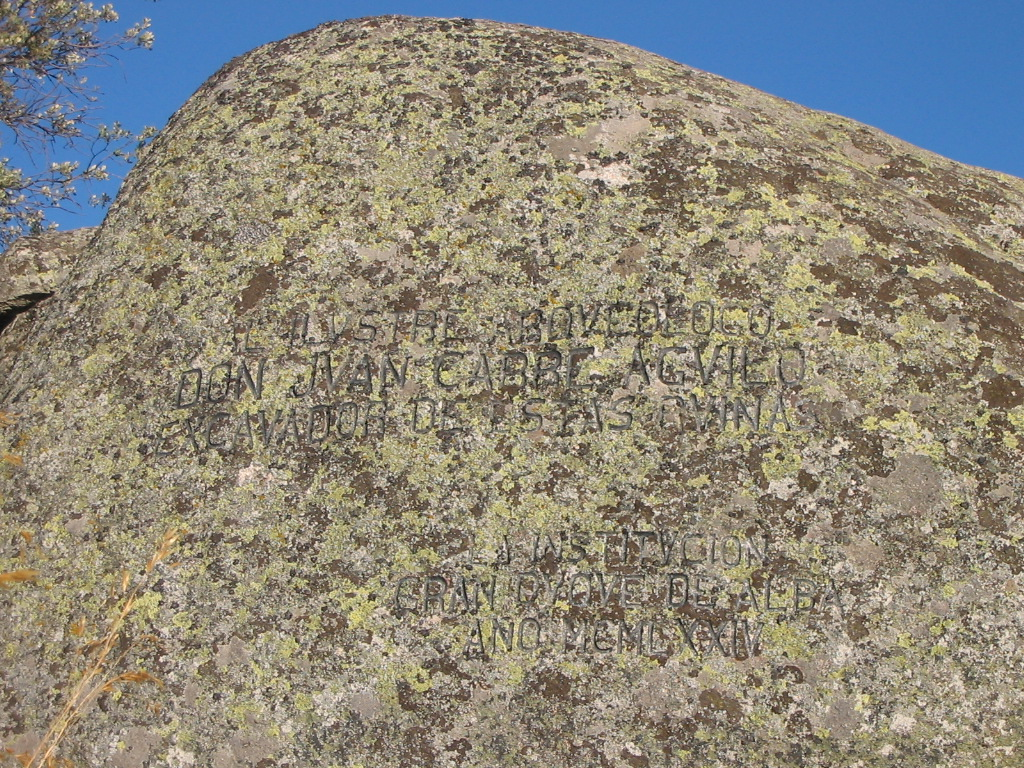
Inscripción homenaje a los trabajos de Juan Cabré en Las Cogotas (1974).

El Castro de las Cogotas se conoce desde 1876. Tras una serie de excavaciones en el mismo, pérdida de materiales y muchos traslados de los mismos, las excavaciones oficiales dirigidas por Juan Cabré, las primeras con “método científico”, comenzaron en el verano de 1927, en cuya campaña se descubrieron las murallas de la acrópolis y estudiaron 18 viviendas. En 1928 se determinó cuánto faltaba de las murallas del segundo recinto para levantar el plano general de yacimiento, precisar su arquitectura militar y excavar las casas cercanas a la puerta N. En 1930 se trató de resolver la cronología del castro con el hallazgo de una estratigrafía bien definida, el estudio de los fondos de las viviendas algo más pobres, diseminadas por toda la acrópolis. En 1930 se descubrió la necrópolis y se excavaron las cuatro zonas.
A finales del siglo XX, y por causas ajenas a la investigación arqueológica, Las Cogotas volvió a ser intervenida: En 1983 se aprobó un proyecto de construcción de una Presa de Las Cogotas, cuyo estribo izquierdo y aliviadero se apoyan en la ladera oriental de la parte baja del cerro de Las Cogotas, por lo tanto, una parte del yacimiento arqueológico –el 30 % del “encerradero de ganados”– quedaba cubierto por las aguas cuando estas alcanzasen la cota máxima del embalse. La Confederación Hidrográfica del Duero en conjunto con el Museo de Ávila y la Dirección General de Patrimonio Cultural de la Junta de Castilla y León decidieron en 1984 dedicar el 1 % cultural a paliar los efectos de la presa en los restos arqueológicos. Posiblemente nunca se habrían vuelto a realizar excavaciones arqueológicas en Las Cogotas de no haber sido por la construcción de este embalse. Los trabajos comenzaron en 1985. Un grupo de alumnos del Departamento de Historia Antigua de la Complutense de Madrid, dirigidos por Mª Paz García-Gelabert, prospectó la zona, encontrando los restos de un despoblado, que fue convenientemente documentado. Hubo que proteger un camino enlosado que atraviesa el segundo recinto hasta el río Adaja, el llamado “camino del molino del Tío Juan”. 
En 1986 se realizó una prospección geofísica en una zona de 1250 m² junto a la puerta SE del segundo recinto, para evaluar las posibles estructuras constructivas y obtener una base para la planificación de la excavación, aunque los resultados, por las características del terreno granítico y en pendiente, no fueron fiables. El programa de excavaciones comenzó en septiembre del mismo año con un equipo del Departamento de Prehistoria de la Universidad Complutense de Madrid dirigido por Gonzalo Ruiz Zapatero en conjunto con el Museo de Ávila. 
Los objetivos de estas intervenciones eran: 1) Documentación y salvamento de las posibles estructuras y materiales por medio de excavaciones sistemáticas, 2) reestudio de las antiguas excavaciones con nuevas perspectivas, revisándose también los materiales del Museo Arqueológico Nacional, 3) presentación del conjunto arqueológico al gran público, contemplando los problemas de mantenimiento y conservación de estructuras.
El plan de excavación incluía: 1) Excavación de los puntos del alfar, el pavimento y el basurero, 2) corte en la muralla para fechar su momento constructivo, 3) cortes al norte del camino del segundo recinto, donde se apreciaban en superficie restos de muros y alineaciones que parecían ser restos de viviendas y 4) sondeos en el primer recinto para estudiar el problema de ocupación Bronce Final y la II Edad de Hierro, ya que según Juan Cabré, todos los materiales pertenecían a un solo estrato.

### Cómo llegar
Actualmente se puede acceder en coche hasta la base del cerro del mismo castro. Por la carretera AV-804 dirección Cardeñosa, tomando un desvío a la derecha, señalizado, antes de llegar al pueblo. Seguidamente se siguen los carteles señalizados y se llega hasta las inmediaciones del poblado.
Otra forma de llegar desde Ávila, es coger la carretera de Valladolid y llegar hasta la presa del embalse de Cogotas. Una vez allí, cruzar andando la presa y subir por el camino hasta el castro (lleva directo hasta la puerta).

### Castros relacionados
- Castro de los Castillejos (Ávila)
- Castro de Ulaca (Ávila)
- Castro de Las Paredejas, en el complejo de El Berrueco (Ávila)
- Castro de la Mesa de Miranda (Ávila)
- Castro del Raso (Ávila)
- Castro del Berrueco (Ávila y Salamanca)
- Castro del Cerro de San Vicente (Salamanca)